# Ruzs
Ruzs (románul: Rugi) falu Romániában, a Bánságban, Krassó-Szörény megyében.

## Fekvése
Karánsebestől délnyugatra fekvő település.

## Története
Ruzs nevét 1585-ben említette először oklevél Rucznéven. 1690 és 1700 között Rucsi, 1717-ben Ruscha, 1803-ban Ruzs, 1808-ban Rus és Ruzsi, 1913-ban pedig Ruzs néven említették. A trianoni békeszerződés előtt Krassó-Szörény vármegye Temesi járásához tartozott. 1910-ben 931 lakosából 6 magyar, 921 román. Ebből 924 görög keleti ortodox volt.